# トミーズのトントン!
トミーズのトントン!は朝日放送ラジオ（ABCラジオ）で2005年4月4日から2009年3月30日まで放送されていたラジオ番組。

## 放送時間
- 2005年4月〜9月 月曜18時30分 - 19時
- 2005年10月〜2006年3月 土曜20時 - 20時30分
- 2006年4月〜2006年9月 月曜18時 - 18時30分
- 2006年10月〜2009年3月 土曜19時 - 19時30分

## 出演者
- トミーズ
  - トミーズ雅
  - トミーズ健
- 喜多ゆかり（当時・ABCアナウンサー、2007年4月14日 -）

### 過去
- 清水貴之（当時・ABCアナウンサー、2005年4月 - 2006年9月。10月より上沼恵美子のこころ晴天に移動）
- 赤江珠緒（当時・ABCアナウンサー、2006年10月 - 2007年3月24日）

## コーナー
- 健ちゃんにも分かるように教えて!
- これは雅に聞け!

## その他
- 放送時間の移動が激しいこと、プロ野球のクライマックスシリーズや特別番組の放送などで番組がしばしば休止になることなどが原因か、この番組へのハガキの投稿が少ない。2007年10月20日の放送で、トミーズ雅が「ほとんどハガキがきていない。コーナーへのハガキもラスト1枚になった」と明かす、ハガキの採用者には、ABCラジオマスコットキャラクターであるキュキュのオリジナルトートバッグがプレゼントされるが、「今ならほぼ100%の確率で当選」とのこと。
- 毎年、夏前になるとトミーズ雅の元相方である濱根隆がゲスト出演した。濱根は芸人業の傍ら、エアコンのクリーニング業を営んでおり、その宣伝を兼ねての出演であった。